# Wiktor Tichonow (ur. 1988)
Wiktor Wasiljewicz Tichonow (ros. Виктор Васильевич Тихонов; ur. 12 maja 1988 w Rydze, Łotewska SRR) – rosyjski hokeista, reprezentant Rosji, olimpijczyk.
Jego dziadek Wiktor (1930-2014) i ojciec Wasilij (1958-2013) także byli hokeistami, jak również trenerami hokejowymi.

## Kariera
- CSKA 2 Moskwa (2004-2005)
- SDJuSzor CSKA Moskwa (2004/2005)
- HK Dmitrow (2005-2006)
- Siewierstal Czerepowiec (2006-2008)
- Phoenix Coyotes (2008-2009)
- San Antonio Rampage (2008-2011)
- Siewierstal Czerepowiec (2009-2010)
- Ałmaz Czerepowiec (2009-2010)
- SKA Sankt Petersburg (2011-2015)
- Chicago Blackhawks (2015)
- Arizona Coyotes (2015-2016)
- SKA Sankt Petersburg (2016-2019)
- Ak Bars Kazań (2019-2021)
- Saławat Jułajew Ufa (2021-2022)

Od października 2011 zawodnik SKA Sankt Petersburg. We wrześniu 2012 przedłużył kontrakt z klubem. Od sierpnia 2013 związany dwuletnim kontraktem. Od lipca 2015 zawodnik Chicago Blackhawks. W 11 meczach sezonu NHL (2015/2016) nie zdobył żadnego punktu. Od grudnia 2015 zawodnik Arizona Coyotes. Od lipca 2016 ponownie zawodnik SKA. Przedłużał kontrakt z klubem w maju 2017 o rok, w kwietniu 2018 o dwa lata. W listopadzie 2019 został przetransferowany do Ak Barsu Kazań. Z końcem kwietnia 2021 odszedł z klubu. Od maja 2021 był zawodnikiem Saławatu Jułajew Ufa. Mając ważny kontrakt z tym klubem nieoczekiwanie na początku lipca 2022 ogłosił zakończenie kariery.
Uczestniczył w turniejach mistrzostw świata juniorów do lat 20 edycji 2008, zimowych igrzysk olimpijskich 2014 oraz mistrzostw świata w 2014, 2015.

## Sukcesy

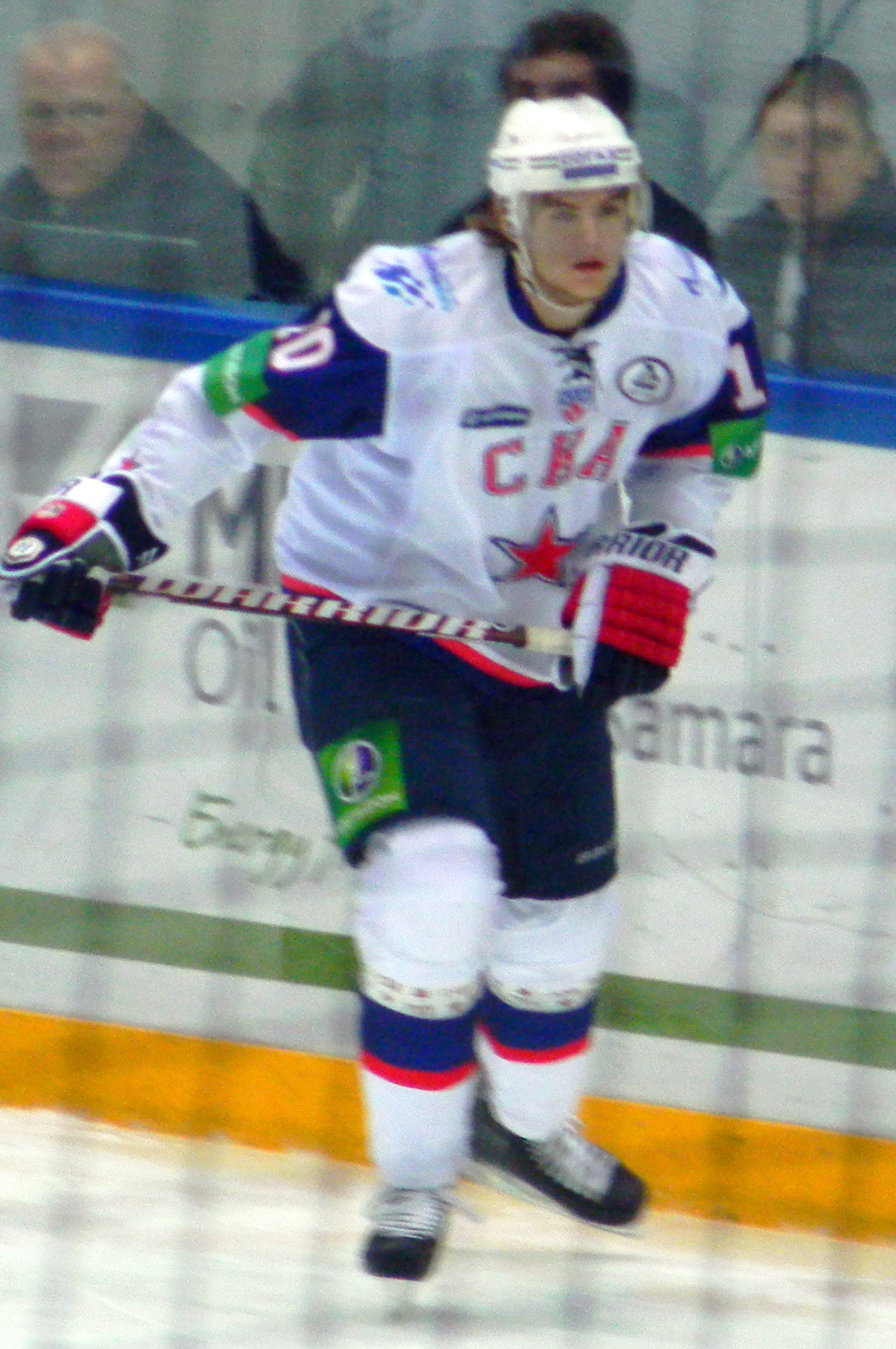
Wiktor Tichonow w barwach SKA (2011)

Reprezentacyjne
- Brązowy medal mistrzostw świata juniorów do lat 20: 2008
- Złoty medal mistrzostw świata: 2014
- Srebrny medal mistrzostw świata: 2015

Klubowe
- Puchar Kontynentu: 2013, 2018 ze SKA
- Brązowy medal mistrzostw Rosji: 2013 ze SKA
- Puchar Gagarina – mistrzostwo KHL: 2015, 2017 ze SKA
- Złoty medal mistrzostw Rosji: 2015, 2017 ze SKA
- Brązowy medal mistrzostw Rosji: 2018, 2019 ze SKA, 2021 z Ak Barsem Kazań

Indywidualne
- Mistrzostwa Świata Juniorów w Hokeju na Lodzie 2008/Elita:
  - Skład gwiazd turnieju
  - Najlepszy napastnik turnieju
  - Jeden z trzech najlepszych zawodników reprezentacji
- KHL (2012/2013):
  - Najlepszy napastnik miesiąca – marzec 2013
  - Najlepszy napastnik – półfinały konferencji (pięć goli w czterech meczach)
  - Najlepszy napastnik – finały konferencji (cztery gole i cztery asysty w sześciu meczach)
  - Pierwsze miejsce w klasyfikacji strzelców w fazie play-off: 10 goli
  - Pierwsze miejsce w klasyfikacji kanadyjskiej w fazie play-off: 19 punktów
  - Drugie miejsce w klasyfikacji +/− w fazie play-off: +11
  - Złoty Kask (przyznawany sześciu zawodnikom wybranym do składu gwiazd sezonu)
- KHL (2013/2014):
  - Mecz Gwiazd KHL[20]
  - Trzecie miejsce w klasyfikacji strzelców zwycięskich goli meczowych w sezonie zasadniczym: 6 goli
- Oddset Hockey Games 2014:
  - Skład gwiazd turnieju
- Mistrzostwa Świata w Hokeju na Lodzie 2014/Elita:
  - Pierwsze miejsce w klasyfikacji strzelców turnieju: 8 goli
  - Piąte miejsce w klasyfikacji asystentów turnieju: 8 asyst
  - Pierwsze miejsce w klasyfikacji kanadyjskiej turnieju: 16 punktów
  - Drugie miejsce w klasyfikacji +/− turnieju: +10
  - Skład gwiazd turnieju[21]
  - Najlepszy napastnik turnieju[22]

Wyróżnienie
- Zasłużony Mistrz Sportu Rosji w hokeju na lodzie (2014)

Odznaczenie
- Order Honoru (2014)[23]